# 884
| Calendário gregoriano                                                        | 884 DCCCLXXXIV                                        |
| Ab urbe condita                                                              | 1637                                                  |
| Calendário arménio                                                           | 333 – 334                                             |
| Calendário bahá'í                                                            | -960 – -959                                           |
| Calendário budista                                                           | 1428                                                  |
| Calendário chinês                                                            | 3580 – 3581 Início a 1 de fevereiro (aproximadamente) |
| Calendário copta                                                             | 600 – 601                                             |
| Calendário etíope                                                            | 876 – 877                                             |
| Calendários hindus - Vikram Samvat - Calendário nacional indiano - Cáli Iuga | 939 – 940 805 – 806 3984 – 3985                       |
| Calendário Holoceno                                                          | 10884                                                 |
| Calendário islâmico                                                          | 270 – 271                                             |
| Calendário judaico                                                           | 4644 – 4645                                           |
| Calendário persa                                                             | 262 – 263                                             |
| Calendário rúnico                                                            | 1134                                                  |
| Calendário solar tailandês                                                   | 1427                                                  |

884 (DCCCLXXXIV, na numeração romana) foi um ano bissexto do século IX do Calendário Juliano, da Era de Cristo, teve início a uma quarta-feira e terminou a uma quinta-feira e as suas letras dominicais foram E e D (53 semanas).
No território que viria a ser o reino de Portugal estava em vigor a Era de César que já contava 926 anos.
| Ano completo                           |
| -------------------------------------- |
| Ano bissexto com início à quarta-feira |

## Eventos
- 17 de Maio - Sobe ao trono pontifício o Papa Adriano III.

o rei Calormano só ficou 2 anos no trono da França.

## Mortes
- 15 de Maio - Papa Marino I.